# Know Your Enemy (chanson de Green Day)
Cet article concerne la chanson de Green Day. Pour la chanson de Rage Against the Machine, voir Know Your Enemy.
Pour les articles homonymes, voir Know Your Enemy.
Singles de Green Day
The Simpsons Theme
(2007) 21 Guns
(2009)
Pistes de 21st Century Breakdown
21st Century Breakdown ¡Viva la Gloria!
Know Your Enemy est une chanson du groupe punk américain Green Day et le premier single extrait de leur huitième album, 21st Century Breakdown, paru en 2009.
Elle servait de thème officiel pour un show de catch de la WWE SmackDown en 2009.

## Clip vidéo
Le clip a été réalisé par Matthew Cullen (qui barré la vidéo de Weezer "Pork and Beans" en 2008). Dans la vidéo, le groupe se produit dans la nuit sur une scène dans un champ entouré d'une clôture de barbelés. On voit des plans de bande qui sont également  observés par des caméras de vision nocturne en circuit fermé qui entourent le domaine, ainsi que sur les hélicoptères qui patrouillent la zone de projecteurs. Le chœur final de la chanson montre un cœur de feu derrière le groupe, ce qui forme les silhouettes des membres du groupe (Billie Joe a un homme avec une guitare derrière lui, Tre Cool a un homme jouant de la batterie derrière lui, Mike Dirnt a un homme jouant de la basse derrière lui). La vidéo a été tournée en centre-ville de Los Angeles.

## Signification de la chanson
"Nous aimons les hymnes à la révolution, et voulions en faire une à notre tour" a dit Billie Joe Armstrong. Avec des paroles comme "Do you know your enemy ? Well gotta know your enemy" (Connais-tu ton ennemi ? Eh bien tu dois connaitre ton ennemi), la chanson montre qu'il faut toujours savoir ce contre quoi nous sommes. Plus tard dans la chanson, il est dit que le pire des ennemis à affronter, c'est le silence. 